# Kernouës
Kernouës är en kommun i departementet Finistère i regionen Bretagne i västra Frankrike. Kommunen ligger i kantonen Lesneven som tillhör arrondissementet Brest. År 2022 hade Kernouës 660 invånare.

## Befolkningsutveckling
Antalet invånare i kommunen Kernouës
Referens:INSEE